# 高橋朗
高橋 朗（たかはし あきら、1935年3月25日 - 2006年8月14日）は日本の技術者、実業家。トヨタ自動車取締役副社長や、デンソー取締役会長、日本科学技術連盟理事長などを歴任した。藍綬褒章受章。デミング賞本賞受賞。

## 人物・経歴
山形県出身。1957年山形大学工学部機械科卒業、トヨタ自動車工業（現トヨタ自動車）入社。1984年大橋正昭、大西匡らとともに取締役に昇格。1988年常務取締役。1996年取締役副社長。1999年デンソー取締役副会長。2000年デンソー取締役会長。同年藍綬褒章受章。2004年デンソー相談役。TQMをトヨタグループで実践したことが評価され、同年デミング賞本賞受賞。2006年日本科学技術連盟理事長。同年愛知県刈谷市の病院で死去。日本ものづくり・人づくり質革新機構理事長なども務めた。